# DeSoto Airstream
De DeSoto Airstream was een model van het Amerikaanse automerk DeSoto in 1935 en 1936. DeSoto's moederconcern Chrysler verkocht het model ook als de Chrysler Airstream.

## Geschiedenis
In 1934 had DeSoto de aerodynamische DeSoto Airflow geïntroduceerd naast de Chrysler Airflow. Deze radicale auto sloeg niet aan en was een commerciële ramp, zeker voor DeSoto voor welke het het enige model was. Daarom introduceerden beide merken in 1935 de meer conventioneel gelijnde Airstream. Op enkele uiterlijke kenmerken na waren de modellen van beide merken gelijk. De Airstream was een tussenstap naar de volledig nieuwe DeSoto die in 1937 zou verschijnen. Het model verdubbelde in 1935 DeSoto's verkopen. In 1936 werd de Airstream vervangen door twee uitrustingsniveaus: De DeSoto Custom werd het duurdere model en de DeSoto Deluxe het goedkopere. In tegenstelling tot de Airflow was de Airstream een succes geweest.

## Ontwerp
De Airstream was een conventioneel model voor zijn tijd. Het model liet het vooruitstrevende monocoque-frame en de brede grille met ingebouwde koplampen van de Airflow vallen en ging terug naar de traditionele opbouw. Wel werd de motor op rubberen tussenstukken gemonteerd om trillingen tegen te gaan. Die motor was een vierliter zes-in-lijn van 93 pk.

## Verkoopcijfers
- 1935: 20.784
- 1936: 38.710
- Totaal: 59.494